# Войково (Ростовская область)
Во́йково — посёлок в Тарасовском районе Ростовской области.
Входит в состав Войковского сельского поселения.
В 2018 году посёлок был удостоен звания «Рубеж воинской доблести».

## Население
| 2010 |
| ---- |
| 341  |

## Улицы
| - ул. Вишневая, - ул. Вокзальная, - ул. Интернациональная, - ул. Лесная, - ул. Мира, | - ул. Набережная, - ул. Почтовый, - ул. Садовая, - ул. Степная, - ул. Элеваторская. |